# 顧綺慧
顧綺慧（英語：Yvette Cooper，1969年3月20日—），英國工黨政治家，2010年起任英国下议院诺曼顿、庞蒂弗拉克特和卡斯尔福德选区國會議員，曾于1997年至2010年间任英国下议院（Pontefract and Castleford）選區議員。
2008到2010年间，她在戈登·布朗领导的内阁中担任财政部首席秘书和就業及退休保障大臣。2010年英国大选工党失败后，库珀任影子外交大臣和影子内政大臣。
在2015年5月13日，文立彬宣布辞职后，她参选工党领袖。库珀在第一轮投票得票率为17.0％，位列第三而出局。她随后于2015年9月辞去影子内阁内政大臣职务。2016年10月，伊薇特·库珀当选为内政事务专责委员会主席。

## 早年生活和教育
伊薇特·库珀于1969年3月20日，生于苏格兰印威內斯。她父親東尼·库珀担任过工程师工会—展望工会的總书记、撤核管理局非执行主管及英國核工業論壇主席。他被任命為由保守黨組成的政府能源諮詢小組顾问，核能工業協稱他為「明確的，具說服力和消息靈通的核力量提倡者」。库珀的母亲是一位数学教师。
她就讀於的艾格斯（Eggars）綜合學校，和奥尔顿的奧爾頓學院，这两所学校都位于汉普郡，留學前在巴里奧（Balliol）學院。她於牛津大学贝利奥尔学院被授予哲學、政治學及經濟學的一等文學士。在那里，她和未来的同事詹姆斯·波恩成为朋友。她於1991年獲得肯尼迪獎學金就讀哈佛大學和在倫敦經濟學院完成自己的學習與經濟學的理學碩士。

## 早年事业
库珀于1990年开始担任影子财政大臣约翰·史密斯的经济政策研究员，1992年在阿肯色州为美国民主党总统候选人比尔·克林顿工作。当年晚些时候，她成为影子财政部首席秘书哈里特·哈曼的政策顾问。
在24岁时，库珀被检查出患有出慢性疲劳综合征，需要一年时间才能恢复。1994年，她转为经济绩效中心的助理研究员。1995年，她成为《独立报》的首席经济记者，并于1997年当选为下议院议员，随后辞去记者职务。

## 国会事业
在下院副议长杰夫·劳富特霍斯宣布退休后，库珀被选中在1997年大选出马龐特發特和卡素福选区的工党安全席位。她以25,725张票当选议席，并于1997年7月2日发表首演，谈及她的选民与失业的斗争。她在下院教育和就业专责委员会工作了两年。

### 政府
1999年，她被提拔为卫生部政务次官，2003年调任副首相办公室政务次官。2005年大选后，她晋升为副首相办公室副大臣。
2007年戈登·布朗成为首相后，库珀被提拔为住房大臣。库珀没有正式成为内阁成员，而是列席内阁会议。在到任不久之后，她被要求采用家庭信息包计划。据保守党专栏作家马修·帕里斯说，库珀构想了家庭信息包，但由于她与布朗的关系，避免直接批评其问题。
布朗领导下的工党政府确定了经济适用房作为其核心目标之一。2007年7月，库珀在下议院宣布：“除非我们现在采取行动，到2026年，首次购房者会发现平均房价是其工资的十倍。这可能导致真正的社会不平等和不公正。全国各地都需要更多的经济适用房 - 北方、南方、城市和乡村社区。”
在就業及退休保障大臣彼得·海恩于2008年1月24日辞职后引发的内阁重组中，库珀成为担任财政部首席秘书的第一名女性。而当时她的丈夫埃德·鲍斯已经是内阁大臣，她的晋升意味着两人成为第一对同为内阁大臣的已婚夫妇。2009年，库珀被任命为就業及退休保障大臣。

#### 津贴指控
2009年5月，据透露，库珀与她的丈夫埃德·鲍斯一起，在24个月内三次更改了他们第二个住所的名字。在转交给国会的腐败监督机构后，他们被标准专员约翰·里昂开脱了。他说他们已经在家里缴纳了资本利得税，而且没有动机谋一己之利。库珀和鲍斯在伦敦北部的斯托克纽因顿购买了一间四卧室的房子，并将其注册为他们的第二个住所（而不是在西约克郡卡斯尔福德的住宅）；这使得他们每年可以获得高达44,000英镑的资金，用于补贴“共享附加费用津贴”下的438,000英镑的抵押贷款，而这笔钱他们声称只有24,400英镑。托马斯·莱格爵士对国会议员费用的调查发现，库珀及其丈夫在抵押贷款方面都获得了超过1,363英镑的超额支付。他命令他们偿还这笔钱。

### 影子内阁
工党在2010年5月下野后，戈登·布朗辞去工党领袖职务，库珀和她的丈夫埃德·鲍斯都被新闻界提及为潜在的领袖候选人。
在鲍斯宣布参选党领袖之前，他表示如果库珀想要参选自己会放弃，但是库珀为了孩子而拒绝，表示党领袖一职不适合她。库珀在随后的影子内阁选举中得票第一，有人猜测新任的党领袖爱德·米利班德会任命她为影子财政大臣。但她最终成为影子外交大臣。
当阿兰·约翰逊于2011年1月20日辞去影子财政大臣时，库珀被任命为影子内政大臣。她的丈夫埃德·鲍斯接替约翰逊成为影子财政大臣。

#### 影子内政大臣
作为影子内政大臣，她在工党年会上就被移民劳工雇主虐待的东欧人的案件发表了讲话。
库珀对时任财政大臣乔治·奥斯本在2015年7月的财政预算案中宣布削减儿童税收抵免表示强烈的批评，她在《新政治家》杂志发表了以下声明：
|  | 记得戴维·卡梅伦在大选前承诺，儿童税收抵免是“不会削减”的，这是谎言。这是对于努力支持他们的孩子继续生活的父母们的一个可耻背叛。在21世纪，工作的父母不应该去食物银行解决温饱，正如现在太多的家庭一样。 |

### 2015年工党领袖选举
2015年大选工党失败，党领袖爱德·米利班德辞职，库珀被提名为工党领袖的四位候选人之一。库珀由59名国会议员、12名欧洲议会议员、109个选区工党组织、两个附属工会和一个工党会员组织正式提名。《卫报》认为库珀是“最好的”，她能提供强有力的视野，团结全党一致，而《新政治家》赞扬她的经验丰富。前首相戈登·布朗公开表示赞成库珀作为党领袖的首选，前内政大臣阿兰·约翰逊也是如此。
在竞选期间，库珀支持重新引入50%所得税率，并创造更多的高技能制造业岗位。她建议为社会工作者提供维生工资，每年兴建30万套房屋。库珀不同意工党的大政府政策。
库珀在第一轮投票中排名第三，获得71,928票，得票率17.0％，而杰里米·科尔宾则为59.5％。

### 後座议员
在2015年领袖选举之后，在前座工作了近17年的库珀回到了后座。在现有的欧洲移民危机工作的基础上，库珀被任命为工党难民工作特别小组主席，与地方当局、社区组织和工会对危机的可持续和人道主义应对开展合作。她在2016年的工党年会上讲了这个话题。

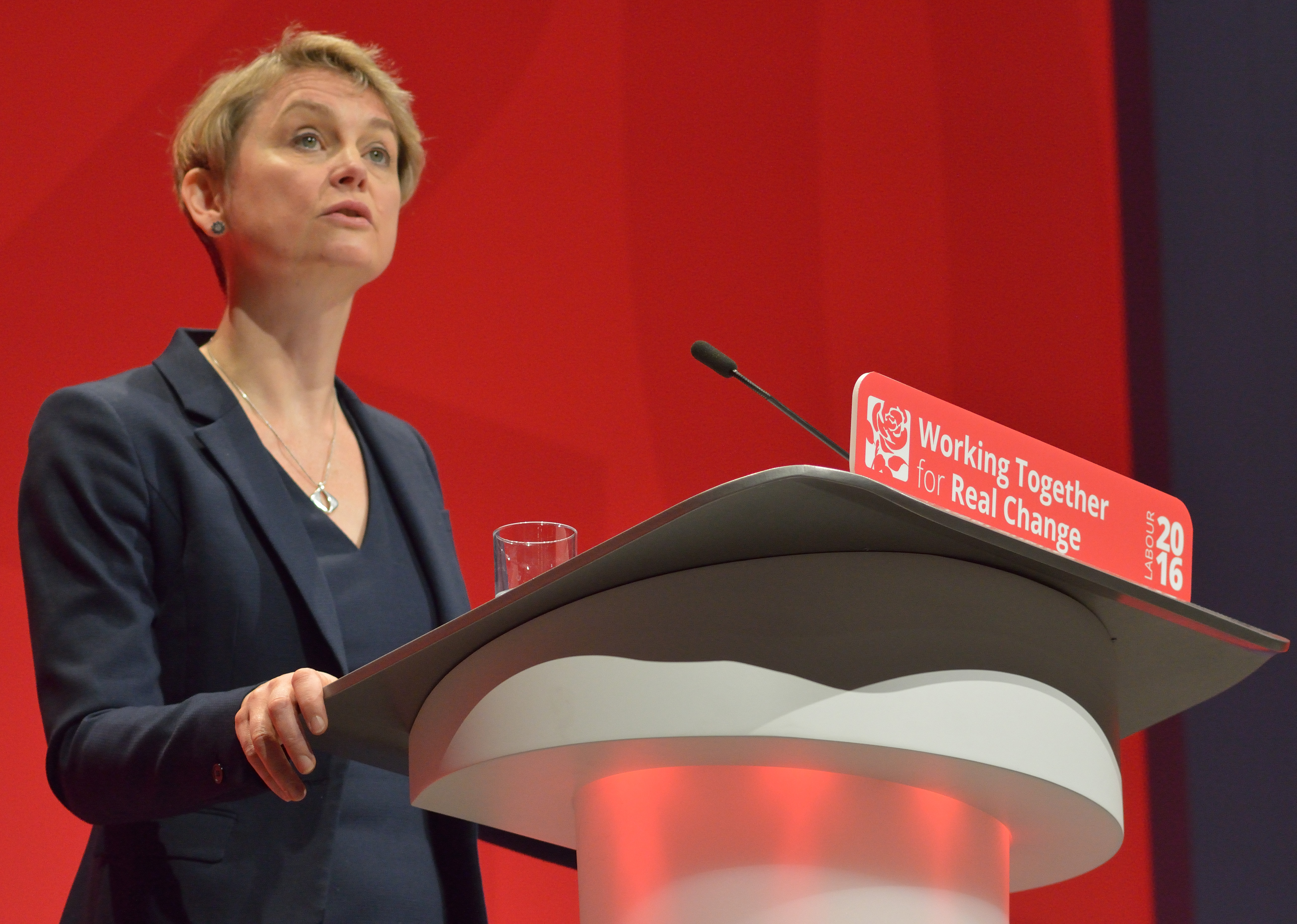
在2016年工黨會議發言的顧綺慧

2016年10月19日，库珀当选为内政事务专责委员会主席，获得的票数多于候选人卡罗琳·弗林特、竹卡·烏穆納和保罗·弗林。作为主席，库珀发起了关于移民问题的公众意见全国调查，在紧急调查“难民计划”后，批评政府于2017年2月结束该计划的决定。
她在2019年4月提出議案，以避免英國在無協議下脫歐，議案以312比311票剛好獲通過。

## 个人生活
库珀于1998年1月10日与埃德·鲍斯在伊斯特本结婚。她的丈夫是影子财政大臣，也是2010年工党领袖选举的候选人。他们有两个女儿和一个儿子。库珀和鲍斯是第一对同时在英国内阁工作的已婚夫妇。2013年2月，她被BBC第四频道《女性时间》节目评为英国100位最有权力的女性之一。